# こちら九州ラジオ村
こちら九州ラジオ村（こちらきゅうしゅうラジオむら）は、熊本放送(RKKラジオ)で放送されていたラジオ番組。

## 概要
1985年4月1日（月曜日）に平日昼のワイド番組としてスタート。このスタート時から一貫して小松一三がメインパーソナリティを務めていた。
ただ小松曰く、このワイド番組時代は全国ネット番組等内包番組中心の構成だった為、実質的に30分程しか話す時間が無く、ワイド番組としての打ち切りまでその形態は変わらなかったという。
1995年6月末、この番組の「生みの親」である当時のラジオ局次長、玉木喜八郎の定年退職に合わせる形で放送打ち切り。小松曰くこの頃にソウルへの取材予定があった為、番組終了の数日前に降板し、最後の数日は代理出演者の担当であったそうだが、それでも番組のファンから、当時の熊本放送本社ロビーを埋め尽くす程の花束が届いたという。
これから7年後の2002年10月13日に週1回の番組として再開。平日昼ワイド時代は生放送だったが、再開後は収録で放送されている。また、再開後は「村娘」と言われるパートナーと一緒に番組を進行していた。
主な番組内容として、パーソナリティである小松一三の旅話や誕生日を迎えたリスナーの紹介を行っていた。また、番組後半は小松のピアノ演奏で童謡や歌謡曲を歌っていた。

## 出演者
- 小松一三
- 荒牧夕美 （2002年10月 - 2006年3月[2]）
- 富田のり子 （2006年4月 - 2007年3月）
- 清田薫 （2007年4月 - 2010年3月）
- 加納麻衣 （2010年4月 - ）

## 放送時間
平日昼ワイド時代
- 月曜日 - 金曜日 15:00 - 17:30（1985年4月1日 - 1991年3月）
- 月曜日 - 金曜日 14:30 - 16:30（1991年4月 - 1995年6月）

2002年以降
- 日曜日 20:00 - 21:00 （2002年10月 - 2003年3月 ／2003年10月 - 2004年3月 ／ 2006年10月 - 2007年3月）
- 月曜日 21:00 - 22:00 （2003年4月 - 2003年9月 ／ 2004年4月 - 2004年9月 ／ 2005年4月 - 2005年9月 ／ 2006年4月 - 2006年9月）
- 日曜日 19:00 - 21:00 （2004年10月 - 2005年3月）
- 月曜日 20:00 - 20:50 （2007年4月 - 2014年3月）
- 月曜日 19:30 - 20:10 （2014年4月 - 2015年3月）
- 土曜日 20:00 - 20:30 （2015年4月 - ）

## タイムテーブル (平日昼ワイド時代)

### 1985年 - 1991年3月
15時台
- 15:00 - 3時です・日産です!!（熊日ニュース、肥後の民話[7] など）
- 15:15 - おしゃべりカレンダー （1988年4月 - ）
- 15:20 - ほっと一息裕子です（ニッポン放送制作）
- 15:30 - 憶えていますかわらべ唄
- 15:40 - ハッピーカーライフ
- 15:45 - 人吉・球磨便り
- 15:50 - うちのとうちゃん
- 金曜日の花嫁さん （毎週金曜日のみ、1989年4月 - ）

16時台以降
- 町から村から （1988年3月まで）
- 味の素キャラバン （1988年4月 - 1989年9月）
- ラジオでジャンケン・グー・チョキ・パー （1989年10月 - ）
- 内緒のあのね （1989年10月 - ）
- TBSラジオ制作・日産自動車提供番組
  - NISSANなるほどステーション （1986年3月まで）
  - 日産歌めぐり日本列島 （1986年4月 - 1987年9月）
  - 山口良一の日産・言葉のおもしろ事典（1987年10月 - 1988年12月）
  - タケローのNISSANハートフルにっぽん （1989年1月 - 1990年3月）
- ミミートピックス
- 私たちの作文 （1989年9月まで）
- 村長の交通安全教室 （1989年10月 - ）
- ニュース・パレード（文化放送制作）
- こちら熊日編集局

### 1991年4月 - 1995年6月
- 14:35 - クラウンレコード1万円クイズ （1993年9月まで）
  - 14:35 - ミュージックスクランブル （1993年10月 - ）
- 14:45 - おこめ・ちょっといい話 （1991年4月 - 1991年9月）
  - 14:45 - 生活情報 （1991年10月 - 1992年3月）
  - 14:45 - みーんなおめでとう （1992年4月 - ）
- 14:50 - ミュージック・ハイウェイ （1993年9月まで）
  - 14:50 - 川中美幸 人・うた・心 （1993年10月 - 、1994年4月から15:15に移動）
  - 14:50 - アサヒ生ビールZ Heat Wave （1994年4月 - 1994年9月）
  - 14:50 - はがきDEコミュニケーション （1994年10月 - ）
  - 14:55 - おしゃべりカレンダー （1994年10月 - ）
- 15:00 - 3時です・日産です!!（熊日ニュース、肥後の民話[7] など）
- 15:15 - おしゃべりカレンダー （1994年3月まで）
- 15:20 - ほっと一息裕子です （1994年4月から15:30に移動）
- 15:30 - うちのとうちゃん （1994年4月から14:55に移動、1994年9月まで）
- 15:40 - 村長の交通安全教室
- 15:45 - 人吉・球磨便り
- 15:50 - 町から村から
- 15:55 - 憶えていますかわらべ唄（月 - 木）／金曜日の花嫁さん（金）
- 16:00 - 熊日ニュース・気象実況とこれからのお天気
- 16:15 - 信用してます ラジオでじゃんけん

## コーナー (2002年以降)
下駄を鳴らして
小松が県内、日本国内、さらには海外での旅話を紹介する。
ハッピーバースデー
放送日の週に誕生日を迎えるリスナーを紹介する。うちふたりは当番組独特のアレンジの歌でお祝いする。
らんらんウイークリー
麻衣の夢ヂカラ
みんなで歌おう
月替わりで童謡や歌謡曲を小松のピアノ演奏にあわせて歌う。

### 過去のコーナー
69歳は青年たい
2002年、本番組復活当初のコーナー。小松が69歳の時に本番組が復活したため、これに因んでのコーナー。

## 投稿のルール
当番組では葉書・封書でかつ本名で投稿されたものが有効となる。それゆえ他番組のようにメールアドレスは設けていない。